# Sven Lõhmus
 (avril 2024).
La mise en forme du texte ne suit pas les recommandations de Wikipédia : il faut le « wikifier ».
Les points d'amélioration suivants sont les cas les plus fréquents. Le détail des points à revoir est peut-être précisé sur la page de discussion.
- Les titres sont pré-formatés par le logiciel. Ils ne sont ni en capitales, ni en gras.
- Le texte ne doit pas être écrit en capitales (les noms de famille non plus), ni en gras, ni en italique, ni en « petit »…
- Le gras n'est utilisé que pour surligner le titre de l'article dans l'introduction, une seule fois.
- L'italique est rarement utilisé : mots en langue étrangère, titres d'œuvres, noms de bateaux, etc.
- Les citations ne sont pas en italique mais en corps de texte normal. Elles sont entourées par des guillemets français : « et ».
- Les listes à puces sont à éviter, des paragraphes rédigés étant largement préférés. Les tableaux sont à réserver à la présentation de données structurées (résultats, etc.).
- Les appels de note de bas de page (petits chiffres en exposant, introduits par l'outil «  Source ») sont à placer entre la fin de phrase et le point final[comme ça].
- Les liens internes (vers d'autres articles de Wikipédia) sont à choisir avec parcimonie. Créez des liens vers des articles approfondissant le sujet. Les termes génériques sans rapport avec le sujet sont à éviter, ainsi que les répétitions de liens vers un même terme.
- Les liens externes sont à placer uniquement dans une section « Liens externes », à la fin de l'article. Ces liens sont à choisir avec parcimonie suivant les règles définies. Si un lien sert de source à l'article, son insertion dans le texte est à faire par les notes de bas de page.
- La présentation des références doit suivre les conventions bibliographiques. Il est recommandé d'utiliser les modèles {{Ouvrage}}, {{Chapitre}}, {{Article}}, {{Lien web}} et/ou {{Bibliographie}}. Le mode d'édition visuel peut mettre en forme automatiquement les références.
- Insérer une infobox (cadre d'informations à droite) n'est pas obligatoire pour parachever la mise en page.

Pour une aide détaillée, merci de consulter Aide:Wikification.
Si vous pensez que ces points ont été résolus, vous pouvez retirer ce bandeau et améliorer la mise en forme d'un autre article.
Sven Lõhmus (né le 13 juillet 1972) est un compositeur pop estonien, parolier et producteur chez Moonwalk Studios, une compagnie de musique présentant des artistes estoniens.
Il a travaillé avec de grands artistes estoniens, dont Vanilla Ninja, pour lequel il était manager, Suntribe, Urban Symphony, Grete Paia, Laura Põldvere et Getter Jaani. En 2003, 2004 et 2010 il a remporté le prix du « Meilleur auteur » de l'Eesti Popmuusika Aastaauhinnad. Il était également le chanteur des groupes Mr. Happyman et Black Velvet.

## Participations au Concours Eurovision de la Chanson
Sven Lõhmus a écrit et produit un total de quatre chansons ayant représenté l'Estonie au Concours Eurovision de la chanson:
- 2005: Let's Get Loud de Suntribe (en), éliminée en demi-finale (20e place)
- 2009: Rändajad d'Urban Symphony, 6e place
- 2011: Rockefeller Street de Getter Jaani, 24e place
- 2017: Verona de Koit Toome & Laura, éliminée en demi-finale (14e place)

## Chanson inconnue "Try to smile again"
Le 20 mars 2005, un utilisateur appelé « Marek » a publié un extrait de 31 secondes d'une chanson jusqu'alors inconnue. Il n'y avait aucune information sur cette chanson associée à l'audio, elle s'est donc avérée difficile à trouver.
Pendant de nombreuses années, cette chanson est restée inconnue, jusqu'à ce qu'elle soit publiée sur YouTube par l'utilisateur « Lostwave 💜 » le 24 mai 2023. Cela a beaucoup aidé à faire connaître la chanson perdue.
Finalement, le 26 février 2024, la chanson inconnue s'est révélée être une chanson inédite de Sven Lõhmus, intitulée Bravely.